# Золота Пектораль (журнал)
«Золота Пектораль» — всеукраїнський літературно-мистецький і громадсько-публіцистичний україномовний журнал. Виходить у Чорткові від 30 листопада 2007 року. Видає громадська організація — літературне об'єднання «Пектораль».
Ідея створення журналу належить Володимирові Погорецькому та Євгенові Барану. Зусиллями Володимира Погорецького журнал видають із 2007 року.
Наклад — 500 примірників.

## Діяльність
Редакція журналу регулярно проводить фестивалі, зустрічі та творчі вечори, куди запрошуються поціновувачі українського слова.
У Чорткові працює книгарня «Золота Пектораль».
На сайті журналу розвинений новинний формат і блок літературно-критичних розвідок та публікацій.
Додаток «Золота Пектораль-плюс» публікує нові імена українського літературного простору. Альманах «Сонячне гроно» — вміщає вибране з літературних дебютів.
Започатковано видавництво «Золота Пектораль» та серія «Бібліотека „Золотої Пекторалі“».

## Редакційна рада
- Володимир Погорецький — головний редактор,
- Євген Баран — заступник головного редактора,
- Тарас Федюк, Теодозія Зарівна, Ігор Павлюк, Василь Слапчук, Павло Гірник, Степан Процюк, Мирослав Дочинець, Борис Щавурський, Маріанна Кіяновська, Володимир Лис, Леся Мудрак, Ганна Костів-Гуска, Йосип Свіжак, Ганна Осадко, Олександр Клименко — члени редакційної ради.

## Основні рубрики
- «Актуальне інтерв'ю»,
- «Проза»,
- «В гостях у „Пекторалі“»,
- «Поезія»,
- «Дебют»,
- «З перекладів»,
- «Есеїстика»,
- «Постаті»,
- «Критика. Рецензії. Огляди»,
- «Мистецтво»,
- «Краєзнавство»,
- «Духовні обереги» та інші.